# 魯德卡 (波皮利尼亞區)
50°5′19″N 29°27′46″E / 50.08861°N 29.46278°E
魯德卡（烏克蘭語：Рудка）是烏克蘭北部的村莊，隸屬日托米爾州的日托米爾區。該村始建於1620年，面積0.36平方公里，海拔高度191米，2001年人口16，人口密度每平方公里45.07人。